# 2295 Matusovskij
2295 Matusovskij este un asteroid din centura principală, descoperit pe 19 august 1977 de Nikolai Cernîh.